# Henrik Tömmernes
Joakim Henrik Tömmernes (né le 28 août 1990 à Karlstad en Suède) est un joueur professionnel suédois de hockey sur glace. Il évolue au poste de défenseur. 

## Biographie
Son père est double champion du monde de bandy.
Il est marié et père de deux enfants.

### Carrière en club
Formé au Färjestad BK, il commence sa carrière senior dans la SHL en 2008-2009 avec le Frölunda HC. Il est choisi au septième tour, en deux-cent-dixième position par les Canucks de Vancouver lors du Repêchage d'entrée dans la LNH 2011. De 2013 à 2015, il évolue en Amérique du Nord avec les Comets d'Utica, club ferme des Canucks dans la Ligue américaine de hockey. Il remporte le Trophée Le Mat 2016 et la Ligue des champions 2016 et 2017 avec le Frölunda. En 2017, il rejoint le Genève-Servette HC dans le championnat suisse.
Il annonce en janvier 2023 qu'il quittera le Genève-Servette pour des raisons familiales au terme de la saison pour rejoindre son ancien club suédois de Frölunda, avec lequel il signe un contrat de quatre ans.
En avril 2023, Tömmernes décroche avec le GSHC le championnat de Suisse, le premier de l'histoire du club.

### Carrière internationale
Il représente la Suède au niveau international. Il prend part aux sélections jeunes.

## Trophées et honneurs personnels

### SHL
- 2016-2017 : remporte le Trophée Salming.

### NLA
- 2022-2023 : remporte la série des playoffs avec Genève Servette

## Statistiques

### En club
| Saison    | Équipe             | Ligue       |                   | Saison régulière  | Saison régulière  | Saison régulière  | Saison régulière  | Saison régulière  |                   | Séries éliminatoires | Séries éliminatoires | Séries éliminatoires | Séries éliminatoires | Séries éliminatoires |
| Saison    | Équipe             | Ligue       | PJ                | B                 | A                 | Pts               | Pun               | PJ                | B                 | A                    | Pts                  | Pun                  |                      |                      |
| 2008-2009 | Frölunda HC        | SHL         | 11                | 0                 | 0                 | 0                 | 0                 | -                 | -                 | -                    | -                    | -                    |                      |                      |
| 2009-2010 | Frölunda HC        | SHL         | 27                | 0                 | 3                 | 3                 | 10                | 7                 | 0                 | 1                    | 1                    | 2                    |                      |                      |
| 2009-2010 | Borås HC           | Allsvenskan | 23                | 5                 | 9                 | 14                | 43                | -                 | -                 | -                    | -                    | -                    |                      |                      |
| 2010-2011 | Frölunda HC        | SHL         | 47                | 3                 | 17                | 20                | 24                | -                 | -                 | -                    | -                    | -                    |                      |                      |
| 2011-2012 | Frölunda HC        | SHL         | 44                | 5                 | 9                 | 14                | 36                | 6                 | 1                 | 3                    | 4                    | 4                    |                      |                      |
| 2012-2013 | Frölunda HC        | SHL         | 54                | 5                 | 11                | 16                | 28                | 6                 | 1                 | 4                    | 5                    | 6                    |                      |                      |
| 2013-2014 | Comets d'Utica     | LAH         | 54                | 4                 | 14                | 18                | 14                | -                 | -                 | -                    | -                    | -                    |                      |                      |
| 2014-2015 | Comets d'Utica     | LAH         | 23                | 3                 | 8                 | 11                | 8                 | -                 | -                 | -                    | -                    | -                    |                      |                      |
| 2014-2015 | Tappara            | Liiga       | 22                | 2                 | 8                 | 10                | 18                | 20                | 2                 | 5                    | 7                    | 8                    |                      |                      |
| 2015-2016 | Frölunda HC        | SHL         | 50                | 10                | 19                | 29                | 14                | 16                | 2                 | 6                    | 8                    | 2                    |                      |                      |
| 2016-2017 | Frölunda HC        | SHL         | 49                | 8                 | 31                | 39                | 16                | 14                | 1                 | 7                    | 8                    | 2                    |                      |                      |
| 2017-2018 | Genève-Servette HC | NL          | 44                | 6                 | 22                | 28                | 40                | 5                 | 0                 | 2                    | 2                    | 0                    |                      |                      |
| 2018-2019 | Genève-Servette HC | NL          | 40                | 9                 | 18                | 27                | 18                | 4                 | 1                 | 0                    | 1                    | 2                    |                      |                      |
| 2019-2020 | Genève-Servette HC | NL          | 38                | 9                 | 18                | 27                | 16                | -                 | -                 | -                    | -                    | -                    |                      |                      |
| 2020-2021 | Genève-Servette HC | NL          | 44                | 13                | 24                | 37                | 74                | 11                | 4                 | 8                    | 12                   | 6                    |                      |                      |
| 2021-2022 | Genève-Servette HC | NL          | 51                | 10                | 48                | 58                | 40                | 2                 | 0                 | 1                    | 1                    | 2                    |                      |                      |
| 2022-2023 | Genève-Servette HC | NL          | 52                | 18                | 25                | 43                | 32                | 17                | 3                 | 10                   | 13                   | 6                    |                      |                      |
| 2023-2024 | Frölunda HC        | SHL         | Saison en cours ? | Saison en cours ? | Saison en cours ? | Saison en cours ? | Saison en cours ? | Saison en cours ? | Saison en cours ? | Saison en cours ?    | Saison en cours ?    | Saison en cours ?    |                      |                      |

### En équipe nationale
| Année | Équipe | Compétition          |   | PJ | B | A | Pts | Pun | +/-             |  | Résultat |
| 2021  | Suède  | Championnat du monde | 7 | 2  | 3 | 5 | 4   | +4  | Neuvième place  |  |          |
| 2022  | Suède  | Jeux olympiques      | 6 | 0  | 5 | 5 | 2   | +3  | Quatrième place |  |          |
| 2022  | Suède  | Championnat du monde | 8 | 0  | 2 | 2 | 4   | +2  | Sixième place   |  |          |